# BTR-60
BTR-60是一款苏联八轮军用装甲输送车，于20世纪50年代开发，由高尔基汽车厂制造，1959年开始投入使用。车重10.3吨，长7.56米，宽2.83米，高2.31米，驾驶员3人，载人14人，装有KPV重机枪和PK通用机枪。

## 参与战争
- 俄乌战争

### 转移
保加利亚承诺向乌克兰捐赠100辆装甲运兵车，作为对抗俄罗斯军队的军事援助，2024年3月5日正在诺维伊斯卡尔火车站装载。